# پاهای برهنه، رؤیاهای سفید
«پاهای برهنه، رویاهای سفید» (به اسپانیایی: Pies Descalzos, Sueños Blancos) سومین تک‌آهنگ از سومین آلبوم استدیویی خواننده اهل کلمبیا، شکیرا، با نام پابرهنه (۱۹۹۶) است. این ترانه توسط خود شکیرا نوشته و آهنگسازی شده. متن ترانه "پاهای برهنه، رویاهای سفید" دربارهٔ چالش هاییست که بعد از خوردن میوه ممنوعه توسط آدم و حوا، برای انسان به وجود آمد. این ترانه یک طنز اجتماعی در اشعار و موزیک ویدیو است. این ترانه در نیمه دوم تور دلبستگی دهانی شکیرا اجرا زنده شد. یک نسخه پرتغالی از این آهنگ با نام "Pés Descalços" نیز وجود دارد.

## پیشینه و تولید
در سال ۱۹۹۰، شکیرای سیزده ساله با سونی میوزیک یک قرارداد ضبط امضا کرد و اولین آلبوم استودیویی خود افسون را در سال ۱۹۹۱ منتشر کرد که تا حد زیادی شامل قطعاتی بود که او از هشت سالگی نوشته بود. از نظر تجاری، این پروژه با مشکل روبرو شد و تنها حدود ۱۲۰۰ نسخه از آن در زادگاهش کلمبیا فروخته شد. به دنبال آن، آلبوم خطر او در سال ۱۹۹۳ منتشر شد و با شکست مشابهی روبرو شد. در نتیجه، این دوره استراحت دو ساله شکیرا به او اجازه داد تحصیلات دبیرستان خود را به پایان برساند.
شکیرا که به دنبال احیای حرفه خود بود، اولین آلبوم استودیویی اصلی خود را با نام پابرهنه در سال ۱۹۹۶ توسط سونی میوزیک و کلمبیا رکوردز منتشر کرد. او نویسندگی و تهیه کنندگی هریک از یازده قطعه موجود در آلبوم را بر عهده داشت.

## موزیک ویدئو
کارگردانی این موزیک ویدئو بر عهده Gustavo Garzón بوده‌است. این ویدئو یک نقاب بالماسکه اشرافی را نشان می‌دهد، دری باز می‌شود که شکیرا را در حال خواندن نشان می‌دهد و همچنین تصاویری از تمام قوانینی را که جامعه از گذشته تا به امروز ایجاد کرده‌است نشان می‌دهد.